# Богданів дуб (Седнів)
Богда́нів дуб — ботанічна пам'ятка природи місцевого значення в Україні. Розташована в межах Чернігівського району Чернігівської області, в смт Седнів.
Площа 0,01 га. Статус дано згідно з рішенням Чернігівського облвиконкому від 06.04.1971 року № 168; від 10.06.1972 року № 303; від 27.12.1984 року № 454; від 28.08.1989 року № 164; від 31.07.1991 року № 159. Перебуває у віданні: Седнівська селищна рада.
Статус дано для збереження одного екземпляра вікового дуба.

## Галерея

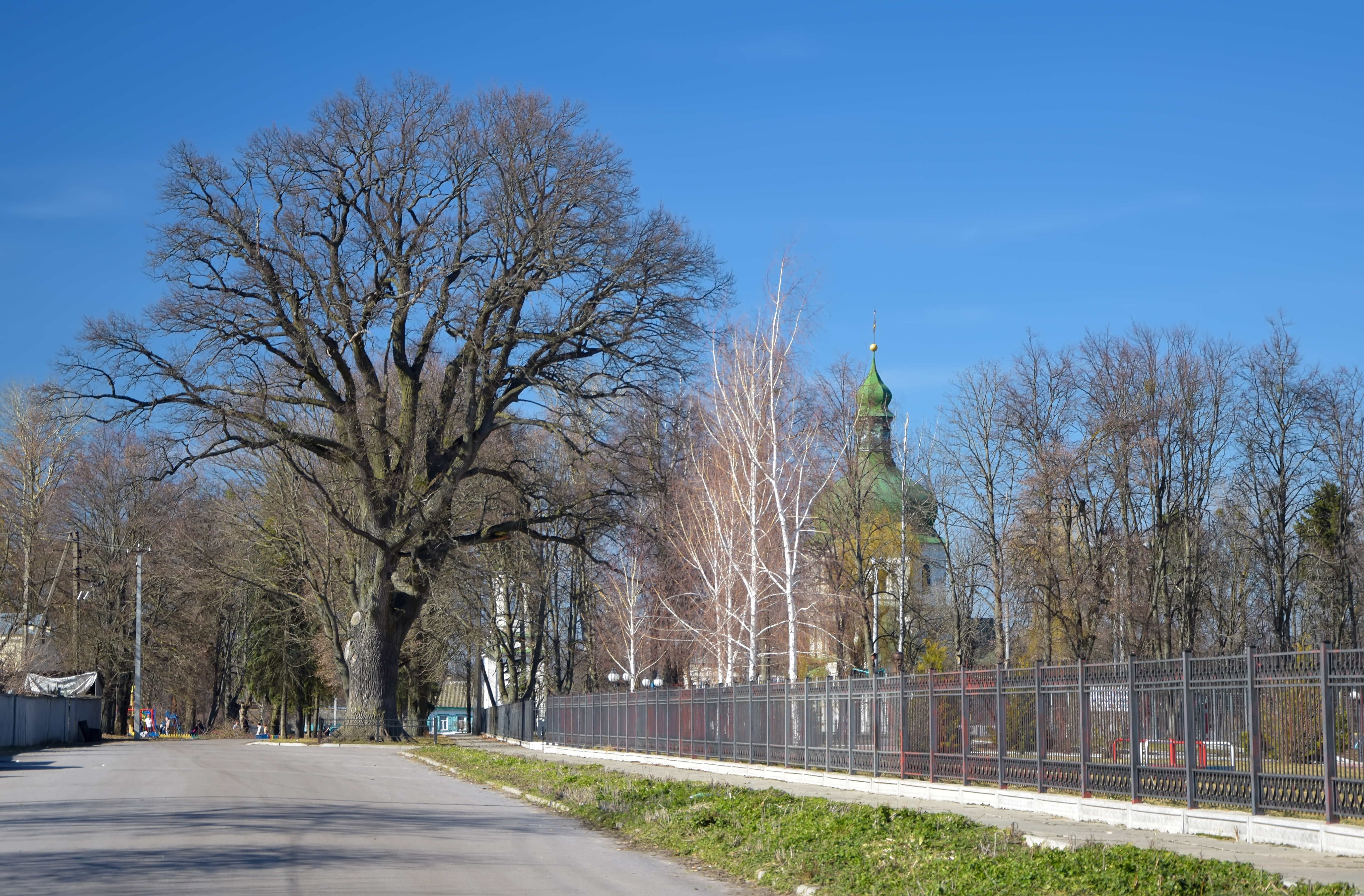
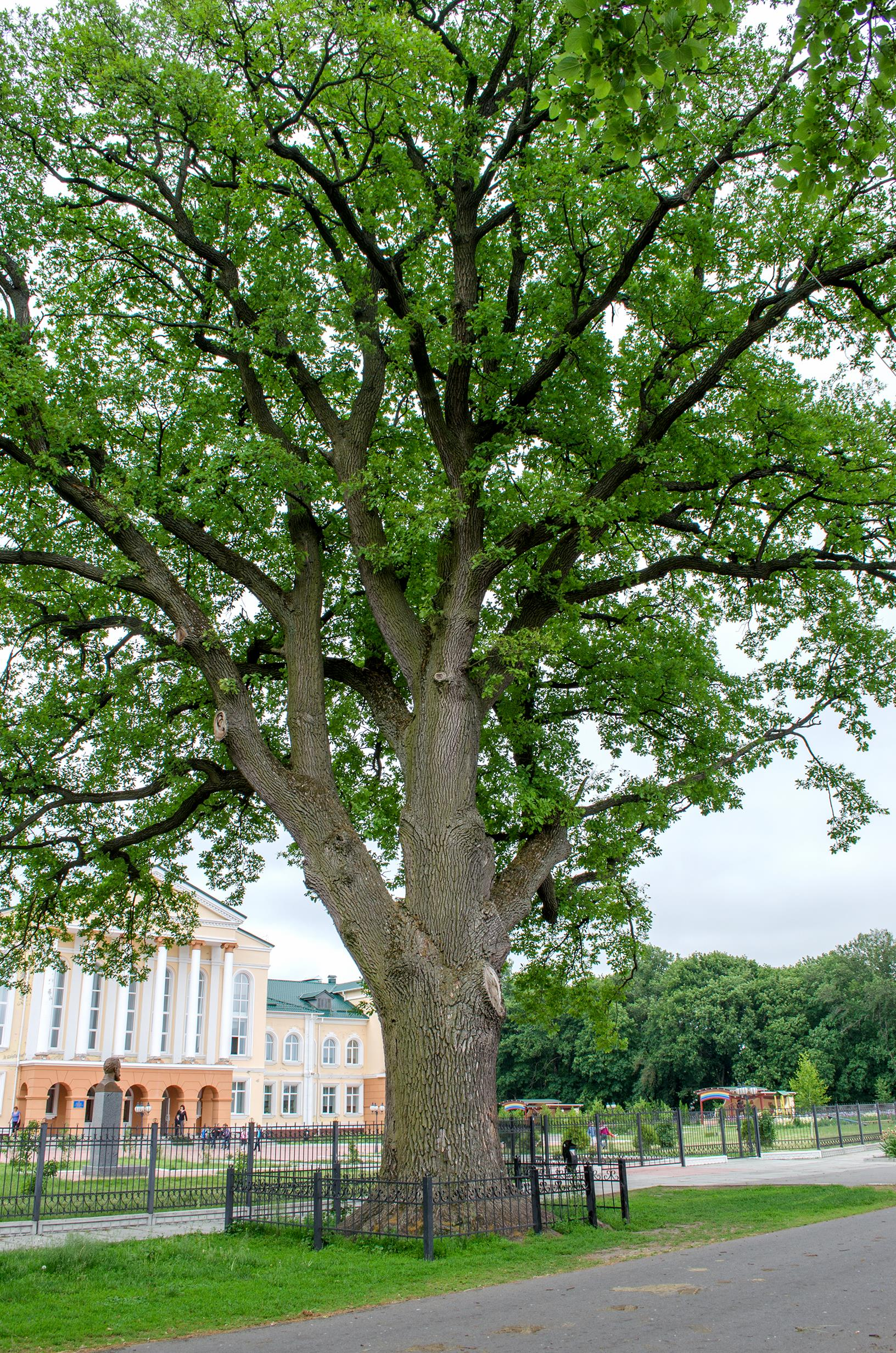
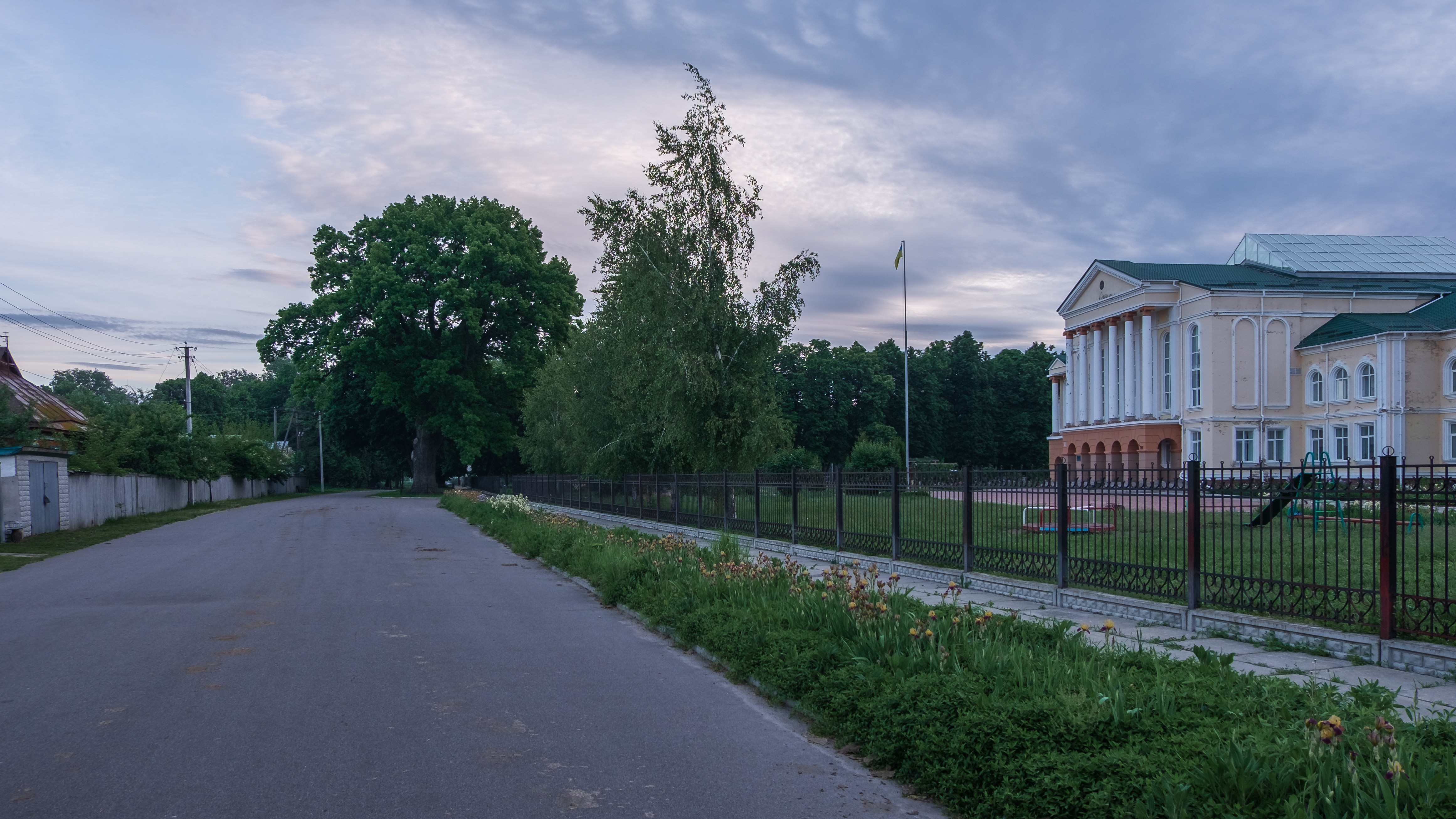